# SS 433
SS 433 — один из самых экзотических объектов космоса. Затменная рентгеновская двойная система, один из компонентов которой скорее всего является чёрной дырой или, что менее вероятно, нейтронной звездой. Второй компонент — предположительно звезда спектрального класса A. SS 433 является первым открытым микроквазаром.
Обозначение SS 433 происходит от фамилий исследователей Николаса Сандьюлика и Чарльза Стивенсона, составивших в 1977 году каталог объектов с яркими эмиссионными линиями. Данный объект вошёл в каталог под номером 433. Его эмиссионные линии были изучены Мордехаем Милгромом в 1979 году.

## Местоположение
SS 433 лежит внутри остатка сверхновой W50, имеющего возраст примерно 10 000 лет на момент наблюдения. Первый компонент системы, чёрная дыра или нейтронная звезда, является остатком сколлапсировавшего ядра сверхновой звезды, создавшей туманность W50. Примерное расстояние до SS 433 — 18 000 световых лет. На небе располагается в созвездии Орла, визуальная звёздная величина +14m. Объект также излучает в рентгеновском и радиодиапазоне.

## Система
Вещество нормальной звезды-компаньона перетекает на компактный объект и образует вокруг него аккреционный диск. Закручиваясь, вещество диска сильно нагревается и излучает в рентгеновском диапазоне. Часть вещества покидает систему в виде двух струй (джетов), бьющих вдоль оси вращения компактного объекта со скоростью ~26 % от скорости света (79 000 км/с), pp. 23—24; , p. 508.. Нормальная звезда по-видимому имела меньшую по сравнению с прародителем компактного объекта массу.
Компоненты системы обращаются вокруг общего центра масс за 13,1 дня, p. 510..
В джетах высвобождаются релятивистские электроны, которые наряду с рентгеновскими квантами ионизируют атомы железа. В ходе этого процесса в атоме железа остаются 2 электрона (или 1) вместо 26. Таким образом, атомы железа ионизируются до состояний гелие- и водородоподобных атомов, соответственно.
В спектре SS 433 были обнаружены основные эмиссионные линии водорода и гелия. Также наблюдались смещения более мелких линий с периодом 163 дня. Такое смещение говорит о том, что вещество движется в противоположных направлениях со скоростью, достигающей четверти скорости света. Именно такая скорость движения вещества наблюдается в джетах, отходящих от системы.

Гал.долгота 39.6941° 

Гал.широта -2.2446° 

Расстояние 18 000 св. лет